# Шинкарёв, Леонид Иосифович
Леони́д Ио́сифович Шинкарёв (13 ноября 1930, Дмитриевск — 4 ноября 2022, Швейцария) — советский и российский журналист, писатель, путешественник.

## Биография
Родился 13 ноября 1930 года в Дмитриевске, в семье Иосифа Ароновича Шинкарёва (1910—1993) — уроженца Стеблёва, директора универмага в Макеевке, впоследствии участника Великой Отечественной войны, кавалера ордена Красной Звезды (1945), и Серафимы Наумовны Шинкарёвой (1913—1970).
Окончил историко-филологический факультет Горьковского (Нижегородского) университета. Начал трудовую деятельность школьным учителем в селе Кошелиха Горьковской области, был сотрудником «Арзамасской правды», пять лет работал на Дальнем Востоке в Приморском отделении ТАСС (Находка) и в краевой газете «Красное знамя» (Владивосток).
В дальнейшем на протяжении 34 лет работал газете «Известия», в том числе собственным корреспондентом по Восточной Сибири, в МНР, КНДР, юго-восточной Африке (Мозамбик, Мадагаскар, Зимбабве, Замбия, Танзания, Лесото, Свазиленд, Маврикий, Сейшельские острова и др.). В 1980—1990-х гг. в Москве, специальный корреспондент.
Участвовал в многочисленных путешествиях и экспедициях, начиная с первой советской промысловой экспедиции на тунцелове «Нора» за тропическими рыбами в Индийском океане (1961). Руководил журналистскими экспедициями от истока до устья сибирских рек: Лены (1967), Витима (1969), Вилюя (1973), Алдана (1975), Колымы (1977), Селенги (1980). Побывал на дрейфующей станции «Северный полюс-15», у индейцев Амазонки, бушменов пустыни Калахари, аборигенов Тасмании.
Член Союза писателей СССР. Член Союза писателей Москвы. Лауреат премий Союза журналистов СССР и России. В 2006 году Союз журналистов России присвоил Леониду Шинкарёву почётное звание «Легенда российской журналистики». Последние годы жизни жил с семьёй в Цюрихе.
Скончался 4 ноября 2022 года на 92-м году жизни в Швейцарии.

## Семья
- Брат — Наум Иосифович Шинкарёв (1943—1985), судмедэксперт, кандидат медицинских наук.
- Жена — Нелли Аркадьевна Шинкарёва, литературовед. Дочь Галина Шинкарёва[6].
- Внук — Евгений Шинкарёв (1981—2010), поэт и блогер[7].